# Il pellegrino dell'odio
Il pellegrino dell'odio  (titolo orig. The Pilgrim of Hate) è un giallo storico di ambientazione medievale, scritto dall'autrice britannica Ellis Peters, pubblicato nel 1984. Si tratta del decimo romanzo in cui indaga il monaco benedettino Fratello Cadfael.
La vicenda ha luogo poco dopo il precedente romanzo I due prigionieri. Gli eventi politici tumultuosi al tempo dell'Anarchia, con il Re incoronato Stefano tuttora imprigionato, mentre la pretendente, l'Imperatrice Maud, cerca di guadagnarsi l'appoggio politico e popolare per spodestarlo. Sebbene gli eventi politici si susseguano rapidamente, l'Abbazia tiene ugualmente la festa in onore di San Winifred, i cui resti erano stati traslati dal Galles quattro anni prima, raccontati nel primo dei romanzi, La bara d'argento:
Il libro fu adattato per la Televisione nel 1998 da Carlton Media per la ITV.

## Trama
La vicenda inizia nel maggio 1141 a Shrewsbury, nell'Abbazia benedettina dei Santi Pietro e Paolo. 
Nella capanna da erborista di Fratello Cadfael, il monaco e Hugh Beringar stanno chiacchierando come sono soliti fare quando hanno un po' di tempo. Hugh ragguaglia il benedettino sulla situazione della lotta tra Re Stefano e l'Imperatrice Maud, che in quel momento volge in favore della nobildonna, dato che Stefano è suo prigioniero fin dalla battaglia di Lincoln in febbraio. Hugh è anche molto interessato al ritorno dell'abate da Winchester, dove il monaco è stato richiamato per un sinodo legatizio indetto il 7 aprile da Enrico di Blois, vescovo di Winchester e legato papale. Cadfael racconta invece dei preparativi per la processione che traslerà la bara contenente le vestigia mortali di Santa Winifred dalla chiesa nel lazzaretto di Saint Giles a quella all'interno dell'abbazia. La traslazione avverrà il 22 giugno, il giorno in cui essa era arrivata quattro anni prima dal Galles. Tutti si attendono un forte numero di pellegrini, nonostante la travagliata situazione politica. 
L'abate, oramai sulla via del ritorno, scrive ai suoi confratelli di ricordare con particolare fervore nelle loro preghiere l'anima di Rainald Bossard, un cavaliere al seguito dell'imperatrice Maud ucciso a tradimento per le strade di Winchester mentre stava soccorrendo un sostenitore di Stefano picchiato da una banda di fanatici.
Quando mancano ormai pochi giorni alla traslazione, iniziano ad arrivare pellegrini da ogni dove, molti anche gravemente ammalati, che sperano in un miracolo. Tra di essi due piccoli gruppi fanno breccia nella mente di Fratello Cadfael. In primis Alice Weaver con i suoi due nipoti: Melangell, una bella ragazza di diciotto anni e Rhun, il fratello di sedici, storpio ad una gamba. In secondo luogo i due pellegrini, Ciaran e Matthew, che sono giunti insieme dal sud e che non sembrano voler rivelare nulla di se stessi. Ciaran sostiene di avere una malattia mortale e che vuole tornare in Galles per riposare nella terra dei suoi antenati. Ha anche fatto voto di arrivare là scalzo e portando al collo una pesante croce. Matthew invece è sempre al suo fianco e sostiene di aver fatto un voto che lo lega all'altro fino al termine del loro viaggio. Pare subito evidente che vi sia un forte attaccamento tra Matthew e Melangell, che si sono conosciuti nell'ultimo tratto del viaggio.
Ma Cadfael nota anche un altro gruppo, composto da quattro viaggiatori che sostengono di essere mercanti. Il monaco si accorge molto presto che in realtà sono i soliti malintenzionati che approfittano di queste festività per spennare polli al gioco dei dadi e per borseggiare i viandanti. Avverte dunque Hugh Beringar perché li tenga d'occhio, ma la retata preparata con cura dallo sceriffo non ha esito positivo e gli uomini di Beringar riescono ad arrestare solo uno dei quattro malintenzionati.
Quella stessa sera però, il fatto più importante è l'arrivo di un inviato dell'imperatrice. Egli non è altri che Olivier de Bretagne, che Beringar e Cadfael avevano già incontrato nel corso delle avventure descritte nel libro La vergine nel ghiaccio. In quell'occasione però solo il monaco aveva saputo il nome del giovane e vi aveva conversato a lungo.  Comunque, Olivier viene accolto in casa di Hugh e Aline e, dopo aver portato la missiva dell'imperatrice, racconta quale sia il vero motivo che lo porta lì. Egli è al servizio di Laurence d'Angers, come lo era anche Rainald Bossard. Olivier è rimasto molto scosso da quell'omicidio, ma quanto lo preoccupa veramente è la scomparsa dell'erede di Bossard, Luc Meverel, che era con lui la notte dell'assassinio e che secondo una testimonianza è stato visto recarsi al nord. In molti sussurrano che sia stato lui a uccidere il cavaliere per averne l'eredità, ma né Olivier né la signora Bossard lo credono. Anzi la vedova è molto angustiata al pensiero di quanto può essere accaduto al suo pupillo.
Il giorno seguente è quello della vera e propria traslazione, il 22 giugno. Qui avviene il miracolo: il giovane Rhun viene guarito dalla Santa ed è nuovamente in grado di camminare e correre. Per ringraziare Santa Winifred di questa grazia, Cadfael si attarda a pregare sull'altare della chiesa in mistico rapimento.
Quello stesso giorno Hugh accompagna Olivier dall'abate per informarlo delle sue ricerche. Si recano poi a cercare Cadfael e, dopo avergli raccontato ogni cosa, si mettono tutti e tre alla ricerca della verità. Vogliono infatti scoprire se il giovane Luc Meverel si nasconda tra i pellegrini e chi sia stato veramente ad uccidere Bossard. Alla fine tutto viene chiarito e molti di coloro che si sono recati a Shrewsbury in occasione della traslazione di Santa Winifred hanno la possibilità di cambiare la propria vita per il meglio. 
Proprio alla fine del romanzo, si viene a sapere che la fortuna ha girato ancora una volta nella guerra che sta dilaniando l'Inghilterra e che l'Imperatrice Maud è stata scacciata da Londra dove invece avrebbe dovuto essere incoronata.

## Riferimenti ad altri romanzi di Fratello Cadfael
- Nel precedente romanzo lo sceriffo dello Shropshire, Gilbert Prestcote, viene ucciso. Da allora Hugh Beringar svolge quell'incarico, pur non essendogli stato conferito ufficialmente.
- Nel corso di questo romanzo Cadfael decide di raccontare al suo migliore amico, Hugh Beringar, quanto avvenuto veramente nel primo romanzo della serie: La bara d’argento. Infatti è in quell'occasione che la bara contenente le spoglie mortali di Santa Winifred viene portata a Shrewsbury da Gwytherin, in Galles.
- Nel romanzo La vergine nel ghiaccio, Cadfael aveva parlato a lungo con Olivier de Bretagne scoprendo che egli era suo figlio, avuto con Mariam, una donna siriana. Aveva deciso di non rivelargli mai la verità e anche in questo caso non dice nulla, pur essendo estremamente felice di rivedere il figlio. Alla fine riferisce però a Hugh Beringar che Olivier è suo figlio.
- Cadfael viene a sapere alcune novità su due personaggi incontrati nel libro La vergine nel ghiaccio: Lady Ermina Hugonin e Yves Hugonin. Yves ha ora quindici anni ed è diventato molto alto, Ermina ha sposato Olivier de Bretagne il precedente Natale, e ora lo aspetta a Gloucester con il fratello.

## Adattamento televisivo
Nella serie televisiva britannica Cadfael - I misteri dell'abbazia, prodotta da Carlton Media per la ITV, ogni episodio è la trasposizione di uno dei romanzi che hanno come protagonista il monaco benedettino.  Il pellegrino dell'odio è stato adattato come ultimo episodio della serie, ossia la terza puntata della quarta stagione.

## Edizioni italiane
- Il pellegrino dell'odio, traduzione di Elsa Pelitti, Collana La Gaja Scienza n.433, Milano, Longanesi, 1994,  p. 221, ISBN 88-304-1201-5.[6] - copertina di Gabriella Sequeri, Milano, TEA, 1996, ISBN 88-7819-959-1; Milano, Club degli Editori, 1996; Trezzano sul Naviglio, Euroclub, 1997.
- in  Le cronache di Fratello Cadfael. Volume quarto, traduzione di E. Pelitti, Collana I Grandissimi, Milano, TEA, 2023, ISBN 978-88-502-6370-7.